# Sabolotnoje (Kaliningrad)
Sabolotnoje (russisch Заболотное, deutsch Groß Warningken, 1938 bis 1945: Steinkirch, litauisch Varninkai) ist ein verlassener Ort im Rajon Krasnosnamensk der russischen Oblast Kaliningrad. Der südliche Teil des ehemaligen Gemeindegebietes von Groß Warningken/Steinkirch mit zwei ehemaligen Hofstellen gehört zum Rajon Nesterow.
Die Ortsstelle befindet sich am Flüsschen Lobenka (dt. Lobinnis, 1938 bis 1945: Kuhfließ) fünf Kilometer östlich von Wyssokoje (Schilleningken/Hainau) und ist von dort über eine Nebenstraße zu erreichen.

## Geschichte

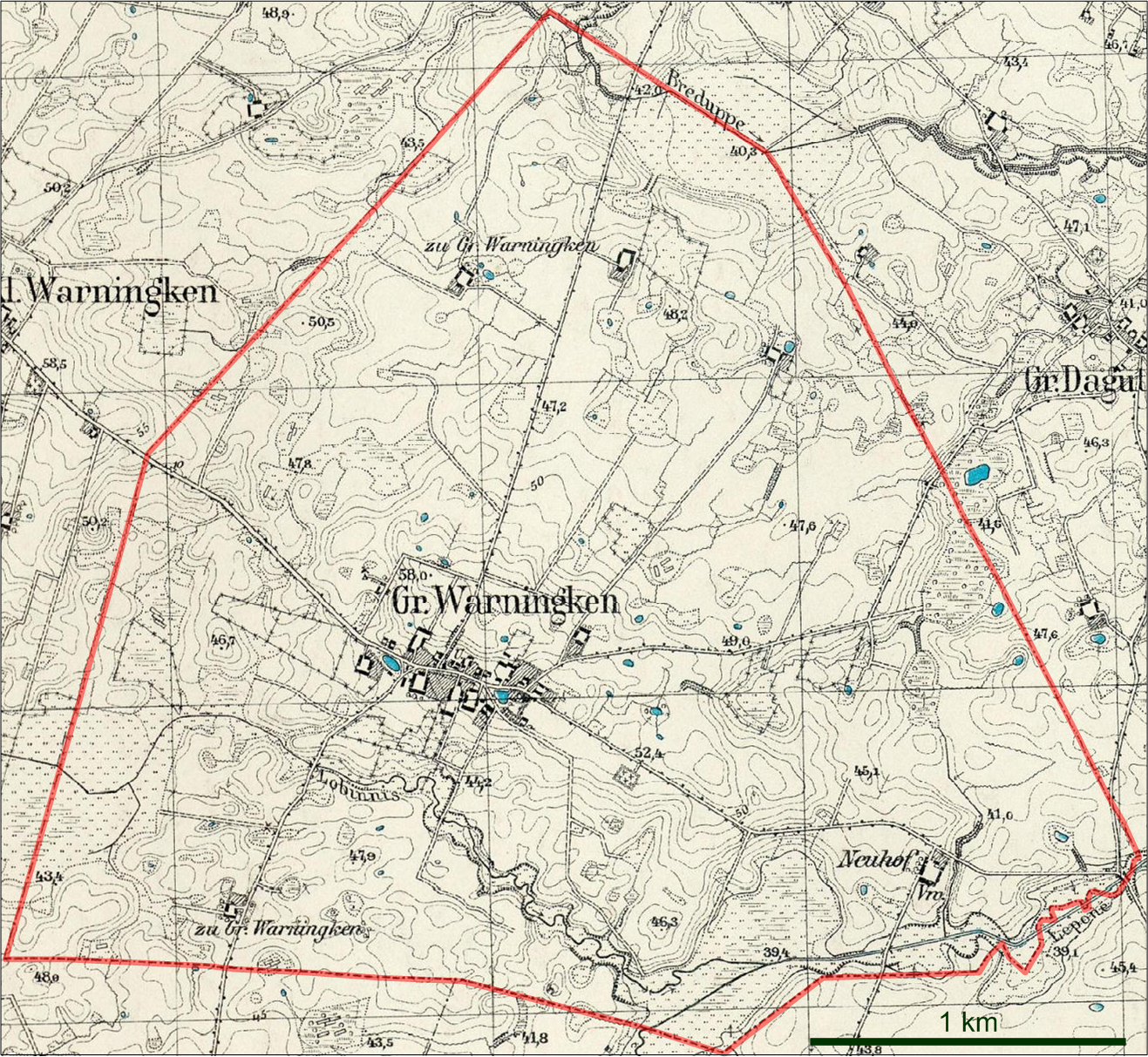
Die Landgemeinde Groß Warningken auf einem Messtischblatt von 1931

Seine erste Erwähnung erfuhr der zunächst mit Groß Warningcken bezeichnete Ort im Jahre 1517. Um 1780 war Groß Warnincken ein königliches Bauerndorf. 1874 wurde die Landgemeinde Groß Warningken namensgebend für einen neu gebildeten Amtsbezirk im Kreis Pillkallen. 1938 wurde Groß Warningken in Steinkirch umbenannt.
1945 kam der Ort in Folge des Zweiten Weltkrieges mit dem nördlichen Ostpreußen zur Sowjetunion. 1950 erhielt er den russischen Namen Sabolotnoje und wurde dem Dorfsowjet Lugowski selski Sowet im Rajon Nesterow zugeordnet. Später gehörte der Ort zum Prigorodni selski sowjet. Sabolotnoje wurde vor 1975 aus dem Ortsregister gestrichen.

### Einwohnerentwicklung
| Jahr | Einwohner | Bemerkungen                     |
| ---- | --------- | ------------------------------- |
| 1867 | 277       |                                 |
| 1871 | 277       | davon auf dem Vorwerk Neuhof 26 |
| 1885 | 283       | davon in Neuhof 24              |
| 1905 | 273       | davon in Neuhof 33              |
| 1910 | 308       |                                 |
| 1933 | 232       |                                 |
| 1939 | 217       |                                 |

### Amtsbezirk Warningken/Steinkirch (1874–1945)
Der Amtsbezirk Warningken (1939 bis 1945 „Amtsbezirk Steinkirch“) bestand zwischen 1874 und 1945 und gliederte sich in acht Landgemeinden:
| Name             | Änderungsname von 1938 | Russischer Name nach 1945 |
| ---------------- | ---------------------- | ------------------------- |
| Bartschkühnen    | Kühnen                 |                           |
| Dagutschen       | Tegnerskrug            |                           |
| Groß Daguthelen  | Streuhöfen             |                           |
| Groß Warningken  | Steinkirch             | Sabolotnoje               |
| Klein Daguthelen | Dorotheendorf (Ostpr.) |                           |
| Klein Warningken | Seidlershöhe           |                           |
| Kybarten         | Tiefenfelde            | Kirsanowka                |
| Werskepchen      | Schwarzwiesen          |                           |

## Kirche

### Kirchengebäude
Eine Kirche erhielt Groß Warningken im Jahre 1895. Sie wurde in neuromanischem Stil erbaut – als Ziegelbau mit gerade geschlossener Altarnische. Der quadratische Turm, der in eine achteckige Spitze auslief, war vorgesetzt. Nur fünfzig Jahre durfte das Gotteshaus existieren. Der Zweite Weltkrieg und die Nachkriegszeit ließen das Gebäude nicht überstehen. Heute verlieren sich seine Spuren im wahrsten Sinne des Wortes „im Sand“.

### Kirchengemeinde
Die evangelische Kirchengemeinde in Groß Warningken wurde 1863 gegründet. Bis zum Bau der Kirche jedoch vergingen immerhin 32 Jahre. Auch die Pfarrstelle wurde erst dann besetzt. Das zur Pfarrkirche gehörige Kirchspiel bestand aus 22 Dörfern, Ortschaften und Wohnplätzen, von denen neun im Kreis Stallupönen (Ebenrode) lagen, die übrigen im Kreis Pillkallen (Schloßberg). Die Kirchengemeinde war patronatslos. Sie zählte 1925 insgesamt 3120 Gemeindeglieder und gehörte bis 1945 zum Kirchenkreis Pillkallen innerhalb der Kirchenprovinz Ostpreußen der Kirche der Altpreußischen Union.

#### Kirchspielorte
In das Kirchspiel der Kirche Groß Warningken (Steinkirch) waren Orte aus den beiden Kreisen Pillkallen (Schloßberg) und Stallupönen (Ebenrode) eingepfarrt:
| Name             | Änderungsname 1938 bis 1946 | Russischer Name     |                            | Name             | Änderungsname 1938 bis 1946 | Russischer Name |
| ---------------- | --------------------------- | ------------------- | -------------------------- | ---------------- | --------------------------- | --------------- |
| Abracken         | Kornfelde                   | Wassilkowo          |                            | Klein Tarpupönen | Sommerkrug                  | Rasdolnoje      |
| Ambraskehmen     | Krebsfließ                  |                     | *Klein Warningken          | Seidlershöhe     |                             |                 |
| Bartschkühnen    | Kühnen                      |                     | *Kummehlupchen             | Ebenfelde        |                             |                 |
| Bartschkehlen    | Bussardwalde                |                     | Kybarten                   | Tiefenfelde      | Kirsanowka                  |                 |
| Batschken        | Bussardhorst                |                     | Peterlauken                | Petersort        | Majakowskoje                |                 |
| *Dagutschen      | Tegnerskrug                 |                     | Petzingken                 | Petzingen        |                             |                 |
| Groß Daguthelen  | Streuhöfen                  |                     | *Schilleningken            | Hainau           | Wyssokoje                   |                 |
| Groß Kubilehlen  |                             |                     | Schillingen                |                  |                             |                 |
| *Groß Warningken | Steinkirch                  | Sabolotnoje         | *Sodargen                  |                  | Tretjakowo                  |                 |
| *Jucknischken    | Föhrenhorst                 | Bolschoje Mostowoje | *Szillen 1936–38: Schillen | Schellendorf     | Tschuikowo                  |                 |
| Klein Daguthelen | Dorotheendorf (Ostpr.)      |                     | Wertimlauken               | Kleinföhrenhorst |                             |                 |

#### Pfarrer
An der Kirche Groß Warningken amtierten bis 1945 als evangelische Pfarrer:
- Eduard Hermann Rohman, 1893–1910
- Alfred Schulz, 1910–1915
- Rudolf Erich Sack, 1916–1923
- Ernst Müller, 1924–1927
- Erich Hein, 1928–1930
- Martin Köppel, 1931–1934
- Max Reich, 1936
- Heinrich Petereit, 1936–1944

#### Kirchenbücher
Von den Kirchenbüchern der Pfarrei Groß Warningken (Steinkirch) haben sich erhalten und werden im Evangelischen Zentralarchiv in Berlin-Kreuzberg aufbewahrt:
- Taufen (1893 bis 1944)
- Trauungen (1893 bis 1944),

dazu die entsprechenden Namensregister.

## Persönlichkeiten
Aus Groß Warningken gebürtig
- Karl Plenzat (* 22. Juli 1882 in Groß Warningken; † 1945), deutscher Pädagoge und Volkskundler

Mit dem Ort verbunden
- Erich Rudolf Sack (1887–1943), deutscher Widerstandskämpfer gegen den Nationalsozialismus und Häftling im KZ Dachau, war von 1916 bis 1924 Pfarrer an der Kirche in Groß Warningken